# Valentin Jordanov
Valentin Dimitrov Jordanov (in bulgaro Валентин Димитров Йорданов?; Sandrovo, 26 gennaio 1960) è un ex lottatore bulgaro, specializzato nella lotta libera.

## Palmarès

### Olimpiadi
- 2 medaglie:
  - 1 oro (Atlanta 1996 nei 52 kg)
  - 1 bronzo (Barcellona 1992 nei 52 kg)

### Mondiali
- 10 medaglie:
  - 7 ori (Kiev 1983 nei 52 kg; Budapest 1985 nei 52 kg; Clermont-Ferrand 1987 nei 52 kg; Martigny 1989 nei 52 kg; Toronto 1993 nei 52 kg; Istanbul 1994 nei 52 kg; Atlanta 1995 nei 52 kg)
  - 2 argenti (Tokyo 1990 nei 52 kg; Varna 1991 nei 52 kg)
  - 1 bronzo (Budapest 1986 nei 52 kg)